# Mike Donovan (Boxer)

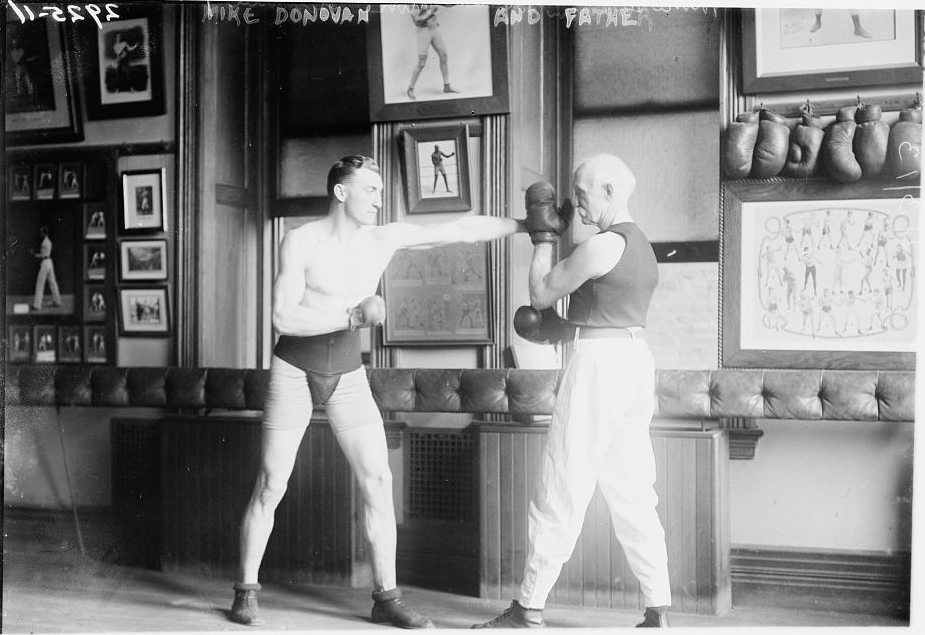
Mike Donovan

Mike „Professor“ Donovan (* 27. September 1847 in Chicago, Illinois, USA; † 24. März 1918 in Bronx, New York) war ein US-amerikanischer Boxer in der Bare-knuckle-Ära. Im Jahre 1998 wurde er in die International Boxing Hall of Fame aufgenommen.